# Tadea de San Joaquín
Sơ (tiếng Tây Ban Nha: Sor) Tadea de San Joaquín (c. 1750-1827) là một nữ tu Dòng Cát Minh và nhà văn thời kỳ thuộc địa Chile, là người đã viết bản ballad Công giáo về trận lũ lớn vào năm 1783. Bà được cho là nhà thơ nữ đầu tiên của Chile.

## Tiểu sử
Tadea García de la Huerta được sinh ra vào khoảng năm 1750 tại Santiago, Chile là con một gia đình khá giả. Cha mẹ bà là Pedro García de la Huerta và María Ignacia Rosales. Ông ngoại của bà là luật sư Tòa án Hoàng gia, Juan Rosales. Vào năm 1770, bà gia nhập tu viện mới hình thành Monasterio del Carmen de San Rafael và lấy tên là Sơ Tadea de San Joaquín. Vào năm 1783, một trận lụt đã buộc các nữ tu của tu viện phải chạy trốn và Sơ Tadea được khuyến khích viết một bản ballad về các sự kiện cho người xưng tội ở xa của mình. Mô tả chi tiết về các sự kiện của bà có tựa đề Relación de la inundación que hizo el río Mapocho de la ciudad de Santiago de Chile, en el Monasterio de Carmelitas, Titular de San Rafael, trong đó mô tả sự đồng ý của nữ tu đối với tháp nhà thờ để thoát khỏi nước dâng; cuối cùng đã được giải cứu bởi ba người đàn ông, trong đó có anh (em) trai của Sơ Tadea, do được Đức Giám mục Alday cử tới.